# جان هالدین
جان برتون ساندرسون هالدِین (به انگلیسی: J. B. S. Haldane) (زادهٔ ۵ نوامبر ۱۸۹۲ – درگذشتهٔ ۱ دسامبر ۱۹۶۴) متخصص ژنتیک و زیست‌شناسی فرگشتی اهل بریتانیا و یکی از دانشمندان مارکسیست و کمونیست بود. هالدین مدت‌ها از اعضای حزب کمونیست بریتانیای کبیر بود و حتی قرار بود به‌عنوان کاندیدای این حزب در انتخابات شرکت کند اما بعدها از این حزب جدا شد.
او از پایه‌گذاران رشتهٔ علمی ژنتیک جمعیت و مبدع «اصل هالدینی» بود. اولین بار او واژهٔ «کلون» را از واژه‌ای یونانی به معنای «تخم و ترکه» گرفت و به معنای مدرن آن به‌کار برد.

## زندگی
هالدین در ادینبورو و در خانواده‌ای اشرافی به دنیا آمد و در کالج اتون و بعدها در نیو کالج (در شهر آکسفورد) درس خواند. پدرش دانشمند و فیلسوف بود و عقاید لیبرال داشت اما مادرش گرایش‌های شدید محافظه‌کارانه داشت.
هالدین در جنگ جهانی اول در گردان نگهبان سیاه حاضر بود و در فرانسه و عراق خدمت کرد و در طول همین جنگ بود که با عقاید چپ‌گرایانه آشنا شد و سوسیالیست شد.
از ۱۹۱۹ تا ۱۹۲۲ او در نیو کالج مشغول بود و سپس به دانشگاه کمبریج رفت و تا ۱۹۳۲ همان‌جا باقی‌ماند. سپس به کالج دانشگاهی لندن (کالجی از دانشگاه لندن) رفت و تا پایان عمر در آن‌جا به کار ادامه داد.
هالدین در ۱۹۲۴ با شارلوت برگوس آشنا شد و مدتی بعد با او ازدواج کرد.
هالدین در ۱۹۲۸ به اتحاد شوروی رفت و برای اولین بار با فیلسوفان و دانشمندان مارکسیست آشنا شد و سال‌ها بعد خود نیز فلسفه و علم مارکسیستی خودش را ارائه داد.
هالدین همانند بسیاری از سایر روشنفکران زمان خود در دههٔ ۱۹۳۰ با حزب کمونیست بریتانیای کبیر رابطه داشت و مرتب برای ارگان وقت آن حزب، روزنامهٔ کارگر روزانه، می‌نوشت. او در ۱۹۳۷ رسماً به حزب پیوست. در ۱۹۵۰ قرار بود به عنوان نامزد حزب کمونیست در انتخابات مجلس شرکت کند اما در همین هنگام از حزب جدا شد. علت اصلی این جدایی را ظهور نظریات شبه‌علمی لیسنکو و پشتیبانی استالین از آن می‌دانند.

## نظریات علمی
پدر هالدین، جان اسکات هالدین، نیز در زمینهٔ فلسفه و علوم طبیعی کار کرده بود منتها بیشتر در خطوط هگلی. گرچه هالدین از هگل فراتر رفت و مارکسیست بود اما خود او کارش را ادامهٔ کار پدر توصیف می‌کند.
معروف‌ترین کتاب هالدین «دلایل فرگشت» (۱۹۳۲) است.
هالدین در مقالهٔ معروفی به نام «دربارهٔ صحیح بودن اندازه» تز جدیدی را مطرح می‌کند که طبق آن اندازهٔ جانوران اکثر طبیعت‌شان را مشخص می‌کند. هالدین در این مقاله می‌گوید: «حشرات، که بسیار کوچکند، جریان خون با قابلیت حمل اکسیژن ندارند. اکسیژن کمی که سلول‌های آن‌ها نیاز دارد از طریق هوا به خون آن‌ها راه پیدا می‌کند. اما جانوران بزرگ‌تر باید از سیستم دریافت و پخش پیچیدهٔ اکسیژن استفاده کنند تا اکسیژن به تمام سلول‌ها برسد.» این تز را معمولاً «اصل هالدینی» می‌خوانند.
هالدین در یکی از آخرین سخنرانی‌های خود به نام «احتمالات زیست‌شناسی برای گونه‌های انسانی در ده هزار سال آینده» که در ۱۹۶۳ صورت گرفت واژهٔ «کلون» را از واژه‌ای یونانی به معنای «تخم و ترکه» گرفت و برای اولین بار آن را در معنای معاصر آن به‌کار برد.

## زندگی شخصی
هالدین با نویسندهٔ مشهور بریتانیایی، آلدوس هاکسلی، رفیق بود و می‌گویند هاکسلی شخصیت شیرواتر (که یک زیست‌شناس است) در رمان «Antic Hay» را بر اساس او نوشته‌است.